# Tawa (Narmada)
Der etwa 172 km lange Tawa (Hindi तवा नदी) ist der größte Nebenfluss der Narmada in Zentralindien. Seine Mündung liegt nahe bei der Stadt Narmadapuram im Süden des Bundesstaats Madhya Pradesh.

## Verlauf
Der Tawa entspringt im Satpuragebirge im Distrikt Betul ca. 30 km östlich der Kleinstadt Shahpur. Von dort fließt er zunächst in westliche, später dann in nördliche Richtung. Bei der Ortschaft Bandra Bhan ca. 8 km nordöstlich der Großstadt Narmadapuram mündet er in die Narmada.

## Stauseen
Der Tawa wird einmal gestaut:
- Tawa Reservoir, Höhe und Länge der Staumauer 58 m bzw. 1815 m (Bauzeit 1956–1974)

## Nutzung
Fluss und Stausee dienen hauptsächlich der Bewässerung (irrigation) von landwirtschaftlich genutzten Flächen in der Umgebung. Der Stausee dient auch für Ausflugs- und Erholungszwecke. In der Staumauer befindet sich ein kleines Kraftwerk zur Stromerzeugung.

## Naturschutzgebiet
Der gesamte Oberlauf des Tawa befindet sich im Satpura-Nationalpark.